# Vimba
Vimba – rodzaj ryb z rodziny karpiowatych (Cyprinidae).

## Klasyfikacja
Gatunki zaliczane do tego rodzaju:
- Vimba melanops – certa bałkańska[3]
- Vimba mirabilis
- Vimba vimba – certa[4]
- Vimba elongata - certa jeziorowa[5]

Gatunkiem typowym jest Cyprinus vimba (V. vimba).

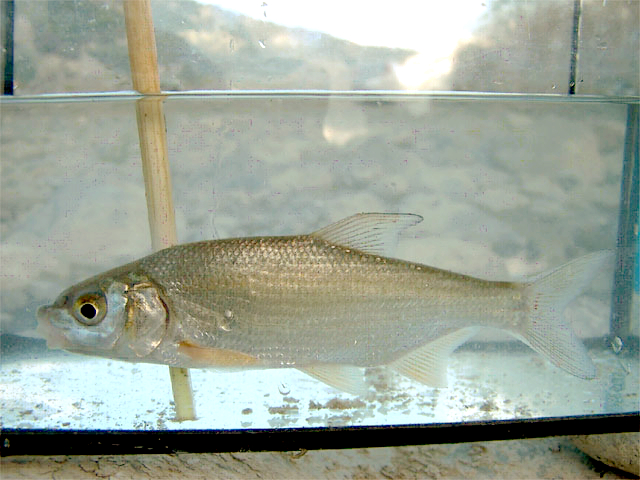
Vimba melanops